# Mur bleu (politique américaine)

The "blue wall". Ces États ont tous voté pour le candidat démocrate à chaque élection de 1992 à 2020 à l'exception de 2016

Le mur bleu est la partie des États-Unis que les experts politiques ont identifiée comme formée de dix-huit États et du district de Columbia que le Parti démocrate a remportés lors de chaque élection présidentielle de 1992 à 2012. George W. Bush, le seul président républicain élu pendant cette période, n’a pu remporter de justesse le collège électoral en 2000 (271 voix) et 2004 (286 voix) qu’en remportant suffisamment d’États en dehors du mur bleu pour battre ses adversaires démocrates, Al Gore et John Kerry, respectivement.
Lors de l’élection de 2016, de nombreux experts politiques ont émis l’hypothèse que le « mur bleu » faisait d’Hillary Clinton une grande favorite pour remporter le collège électoral,. Cependant, le candidat républicain Donald Trump a réussi à remporter des victoires serrées dans les trois États du mur bleu du Michigan, de la Pennsylvanie et du Wisconsin, ainsi qu’un vote du collège électoral du Maine, un quatrième État du mur bleu. Il a donc été élu président avec 306 voix au collège électoral (à l’exclusion de deux Collège électoral des États-Unis).
Lors de l’élection présidentielle américaine de 2020, le candidat démocrate Joe Biden a battu le président Trump en récupérant le Wisconsin, le Michigan et la Pennsylvanie pour son parti.  La seule percée de Trump dans le « mur bleu » en 2020 a été le vote électoral du Maine, qu’il a de nouveau remporté. Par coïncidence, Biden a remporté 306 grands électeurs, le même nombre que Trump en 2016. 
Le terme « mur rouge » ou « mer rouge » est moins couramment utilisé pour désigner les États que les républicains ont constamment remportés lors des cycles électoraux précédents ; cependant, la plupart de ces États représentent beaucoup moins de votes au collège électoral que le mur bleu. Ces termes font référence aux couleurs qui sont devenues associées aux partis démocrate et républicain au 21e siècle.

### Source
- (en) Cet article est partiellement ou en totalité issu de l’article de Wikipédia en anglais intitulé « Blue wall (U.S. politics) » (voir la liste des auteurs).